# Johannes Kolling
Johannes Cornelis Kolling (ur. 25 marca 1887 w Surabai, zm. 1 lutego 1969 w Hadze) – holenderski szermierz, uczestnik igrzysk olimpijskich.
Kolling wziął udział w jednych igrzyskach olimpijskich. W 1912 roku podczas V Letnich Igrzysk Olimpijskich w Sztokholmie wziął udział w indywidualnym turnieju szablistów. W rundzie eliminacyjnej walczył z reprezentantami z Danii, Rosji i Wielkiej Brytanii. Przegrał wszystkie trzy walki i odpadł z dalszej części turnieju.